# Kocsis Kálmán
Kocsis Kálmán (Budapest, 1943. október 5. – Budapest, 2012. november 2.) vezérőrnagy, egyetemi doktor, jogász, újságíró, hírszerző, diplomata, nagykövet, az Információs Hivatal főigazgatója.

## Élete
Egyetemi tanulmányait Budapesten és a Szovjetunióban végezte. Ezután a Magyar Rádióban lett újságíró. 1973-tól a Belügyminisztérium III/I. Csoportfőnökségén (hírszerzés) dolgozott.
A rendszerváltás után a megújuló magyar polgári hírszerzés, az Információs Hivatal első főigazgatója lett, ezt a posztját 1990-1996 között töltötte be. Eredményesen irányította a szolgálat integrálását a hazai demokratikus államigazgatási rendszerbe és a nemzetközi hírszerző közösségbe.
1996-ban az MSZP vezette kormány leváltotta a polgári hírszerzés éléről a Nyírfa-ügy miatt. Azzal vádolták meg őt és egyik legfontosabb beosztottját, Földi Lászlót, a korábbi korábbi műveleti igazgatót, hogy állítólagosan az orosz maffia magyarországi tevékenysége után nyomozva adatokat gyűjtöttek egy sor MSZP-s politikusról.
1997-től 2002-ig Magyarország szarajevói nagykövete volt. Nyugállományba vonulása után Piliscsabán volt önkormányzati képviselő, valamint belügyminisztériumi főtanácsadó.
Súlyos betegség után hunyt el 2012. november 2-án. Temetésén beszédet mondott Boross Péter volt miniszterelnök, Pásztor István dandártábornok, az Információs Hivatal vezetője és Czukor József berlini nagykövet, az IH volt vezetője, és azon részt vett Kövér László, az Országgyűlés elnöke, valamint a törvényhozás és a kormányzat több tagja is.